# Luigi Ercolani
Luigi Ercolani (Foligno, 17 de outubro de 1758 - Roma, 10 de dezembro de 1825) foi um cardeal italiano.

## Biografia
Nasceu em Foligno em 17 de outubro de 1758. Penúltimo filho de Ascanio Ercolani, dos marqueses de Fornovo e Rocca Lanzona, patrício de Senigallia e Ancona, que se mudou para Foligno para se casar com Lucrezia Cirocchi Girolami, de Foligno. Ele tinha um irmão mais velho, Giuseppe; e um mais jovem, Lorenzo. Seu sobrenome também está listado como Hercolani.
Inicialmente, estudou em Foligno com preceptores; depois, no Collegio Nazareno , Roma, de 4 de novembro de 1770 a 1776; seus irmãos Giuseppe e Lorenzo também estudaram no Collegio ; depois frequentou a Pontifícia Academia dos Nobres Eclesiásticos , Roma, em 1776; quando seu pai morreu, ele voltou para Foligno e continuou seus estudos sob a orientação de preceptores de 1776 a 1782; então, ele voltou para a Academia.
Ele herdou uma fortuna considerável com a morte de seus irmãos, Giuseppe em 1776 e Lorenzo em 1783. Durante esse período de sua vida, ele permaneceu celibatário, mas viveu uma vida mundana e ao mesmo tempo correta em todos os aspectos, especializando-se em economia e finanças. Em 1796, entrou ao serviço da administração papal como membro da Comissão Militar; em 1799, recebeu a função de delegado de finanças; e no ano seguinte, em julho de 1800, tornou-se membro da SC para a Reforma do Governo dos Estados Pontifícios, como ecônomo geral provisório. Em outubro de 1800, tornou-se membro da Congregação encarregada dos negócios financeiros. Ele deixou Roma durante a ocupação francesa e residiu em uma das propriedades de sua família em Perugia. Em março de 1814, tornou-se membro da Comissão de Governo como pró-tesoureiro. Em maio de 1814, foi nomeado tesoureiro geral da Câmara Apostólica. Prelado doméstico de Sua Santidade, setembro de 1814. Foi membro da Junta de Estado, que deixou o cargo em março-junho de 1815, durante a fuga do papa para Gênova após a fuga de Napoleão Bonaparte da ilha de Elba.
Ele provavelmente foi ordenado sacerdote em 1816 ou 1817.
Criado cardeal diácono e reservado in pectore no consistório de 8 de março de 1816; publicado em 22 de julho de 1816; recebeu o chapéu vermelho em 25 de julho de 1816; e o título de S. Marco, in commendam , em 22 de julho de 1816; transferido da ordem dos diáconos para a ordem dos presbíteros por autoridade apostólica em 14 de abril de 1817, após sua ordenação sacerdotal e sem ter que esperar dez anos para passar de uma ordem para outra; atribuído o título de S. Marco em 14 de abril de 1817. Nomeado protetor da Ordem dos Carmelitas em 12 de junho de 1817. Abade commendatario e ordinário das abadias de S. Maria em Farfa e de S. Salvatore Maggiore em janeiro de 1818. Prefeito do Economat da SC de Propaganda Fide e Economous ofCollegio Romano em 10 de outubro de 1819. Participou do conclave de 1823, que elegeu o Papa Leão XII. Ele sofria de vários anos de uma paralisia avançada.
Morreu em Roma em 10 de dezembro de 1825. Exposta na igreja de S. Marco, onde decorreu o funeral; e sepultado naquela mesma igreja.